# E.C. Riegel

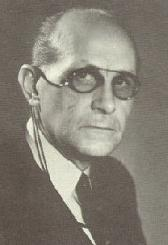
E.C. Riegel.

Edwin Clarence Riegel (n. 1879 - † 1953), más conocido como E.C. Riegel, fue un erudito independiente, autor y protector al derecho del consumo, que luchó contra las restricciones a los mercados libres argumentando que no favorecían a los consumidores, y promovió una teoría monetaria alternativa, así como también una alternativa de divisas de empresas privadas (banca libre).
El autor libertario best-seller Harry Browne, en la introducción de su libro de 1974 You Can Profit from a Monetary Crisis (en español: Puedes beneficiarte de una crisis monetaria) describió el libro de Riegel The New Approach to Freedom como «la mejor explicación del mercado libre que he visto». El autor David Boyle dedica un capítulo de su libro "The Money Changers: Currency Reform from Aristotle to e-cash" a E.C. Riegel. Además, Riegel es tomado como referencia en sitios de divisas alternativas, trueque comercial y estrategias de inversión.

## Vida y obras
Riegel nació en Cannelton, Indiana, y dejó su hogar en 1894 a la edad de 15 años con una visión de justicia social para la gente común. Se autoeducó, sin títulos ni distinciones académicas, cuando dialogaba con grupos a los cuales el llamó "estudiantes no académicos de dinero y crédito". Se mantuvo trabajando de manera inestable en ventas en exclusivos almacenes. Se casó con Blanche Ellis Beach en 1905, su matrimonio duró siete años.
Riegel se asoció y se mantuvo en contacto con libertarios, anarquistas individualistas, mutualistas y varios progresistas como Laurence Labadie, también con el anarcocapitalista Spencer Heath y de igual manera con el libertario y librepensador Charles T. Sprading.
Riegel estableció el "Consumer Guild of America" (en español: Gramio de Consumidores de Estados Unidos) en 1928 con la finalidad de luchar contra las prácticas restrictivas del crédito del consumidor. Después de la Crisis de Wall Street de 1929 y durante la Gran Depresión, publicó artículos y libros que exponían grandes negocios, asociaciones comerciales, el "Better Business Bureau" y la manipulación del "blue sky law" (ley del cielo azul) de los mercados de inversión que empobrecieron a los pequeños inversionistas.
Comenzó a cuestionar si el sistema monetario controlado por el gobierno era el problema. Preparó una serie de interrogantes sobre la naturaleza del dinero y las envió en una lista a dieciocho “autoridades del mundo” en el significado del dinero que él había solicitado del famoso economista Irving Fisher. Seis fueron contestadas, pero no compartieron consenso en el tema, como lo ilustró en su libro de 1936 "Irving Fisher’s World Authorities on The Meaning of Money".
En los años siguientes en consulta con sus amigos y estudiantes, Riegel construyó su propia teoría acerca del dinero. En los años 1940 estableció el "The Valun Institute for Monetary Research" para promover sus teorías monetarias. En 1944 Harbinger publicó su libro más exitoso "Private Enterprise Money".
Después de la muerte de Riegel, Spencer H. MacCallum, quien conoció a Rigel por medio de su abuelo Spencer Heath, obtuvo todos los trabajos y escritos de Riegel, los cuales se conservan en la Fundación Heather, de la cual MacCallum es director. En 1976 la Fundación Heather editó y publicó el libro de Riegel "New Approach to Freedom" el cual había sido con anterioridad publicado como folleto, y en 1978 hizo lo mismo con la obra "Flight from Inflation: The Monetary Alternative", aumentando en ambos el contenido con sus propias obras.